# Кобчик (дирижабль)
«Ко́бчик» — полужёсткий дирижабль Российской империи. Корабль был построен в 1912 году в городе Санкт-Петербург на заводе «Дюфлон и Константинович». На постройку «Кобчика» ушло 2 года.

## Описание
«Кобчик» имел оригинальную конструкцию, в которой деревянная гондола была обшита полотном, идущим от подвесных поясов до дна гондолы. Эта особенность придала дирижаблю красивую обтекаемую форму.
У дирижабля имелись некоторые недостатки: рули направления и высоты имели неудачный размер, имея недостаточную площадь, а узел привода воздушных винтов имел неудачную конструкцию.

## История
В 1912 году на заводе «Дюфлон и Константинович» в Санкт-Петербурге по проекту конструктора С. А. Немченко был построен новый дирижабль «Альбатрос». На постройку дирижабля ушло два года, и после того как он был закончен, его поставили на вооружение и отправили во Владивосток.
В процессе создания «Кобчика», его конструктор С.А. Немченко сталкивался с различными проблемами, и в конечном итоге потерял интерес к своему дирижаблю, что привело к некоторым недостаткам.